# Three Albums Tour
Die Three Albums Tour war eine weltweite Konzerttournee der britischen Progressive-Rock-Band Yes, bei der sie drei ihrer Studioalben aus den Jahren 1971 bis 1977 in Gänze aufführten.

## Hintergrund
Yes starteten ihre Three Albums Tour am 1. März 2013 in West Wendover und beendeten sie am 5. Juni 2014 in Oslo. Sie umfasste insgesamt 103 Auftritte in Nordamerika, Südamerika und Europa. Während dieser Tournee führten Yes mit The Yes Album (1971), Close to the Edge (1972) und Going for the One (1977) drei ihrer beliebtesten Studioalben in voller Länger auf, gefolgt von Roundabout als einziger Zugabe. Dadurch erfuhr auch das Stück A Venture von The Yes Album seine Liveuraufführung, da er von Yes zuvor noch nie von bei ihren Konzertauftritten gespielt wurde. Der Fokus auf drei Alben aus der klassischen Progressive-Rock-Phase der Band in den 1970er Jahren diente dazu, diejenigen Fans der Gruppe wieder zu den Konzerten zu führen, die sich vom letzten Album Fly from Here und der dazugehörigen Tournee enttäuscht gezeigt hatten.
Während der Tournee spielten Yes jeweils 2013 und 2014 als Headliner beim Progressive-Rock-Event Cruise to the Edge (eine Kreuzfahrt mit einem Musikfestival, bei dem fast ausschließlich Progressive-Rock-Bands und -Künstler auftraten.)
Die Three Albums Tour etablierte zudem Jon Davison, der im Frühjahr 2012 zunächst nur als Live-Ersatzsänger für den erkrankten damaligen Yes-Frontmann Benoît David zu Yes stieß, endgültig als neuen Leadsänger der Band.

## Liveaufnahmen
Der frühere und spätere Yes-Musiker Billy Sherwood erwähnte im Sommer 2014 auf seiner Facebook-Seite, dass das Konzert der Band in Bristol vom 11. Mai 2014 mitgefilmt worden sei und gerade von ihm abgemischt werde. Es erschien schließlich am 8. Dezember 2014 unter dem Titel Like It Is: Yes at the Bristol Hippodrome auf CD, DVD und Bluray und beinhaltete die Aufführungen von Going for the One und The Yes Album.

## Setlist

### Beispiel-Setlist
- Intro (Firebird Suite)
- Close to the Edge
- And You and I
- Siberian Khatru
- Going for the One
- Turn of the Century
- Parallels
- Wonderous Stories
- Awaken
- Yours Is No Disgrace
- Clap
- Starship Trooper
- I’ve Seen All Good People
- A Venture
- Perpetual Change
- Roundabout

## Tourdaten
| Nr.                 | Datum           | Stadt               | Land               | Veranstaltungsort                    | Anmerkungen        |
| Leg 1 – Europa      | Leg 1 – Europa  | Leg 1 – Europa      | Leg 1 – Europa     | Leg 1 – Europa                       | Leg 1 – Europa     |
| ------------------- | --------------- | ------------------- | ------------------ | ------------------------------------ | ------------------ |
| 1                   | 1. März 2013    | West Wendover       | Vereinigte Staaten | Peppermint Concert Hall              |                    |
| 2                   | 3. März 2013    | Seattle             | Vereinigte Staaten | Moore Theatre                        |                    |
| 3                   | 5. März 2013    | San Francisco       | Vereinigte Staaten | Warfield Theatre                     |                    |
| 4                   | 6. März 2013    | Los Angeles         | Vereinigte Staaten | Orpheum Theatre                      |                    |
| 5                   | 8. März 2013    | Temecula            | Vereinigte Staaten | Pechanga Theater                     |                    |
| 6                   | 9. März 2013    | Reno                | Vereinigte Staaten | Silver Legacy Casino                 |                    |
| 7                   | 10. März 2013   | Monterey            | Vereinigte Staaten | Golden State Theatre                 |                    |
| 8                   | 12. März 2013   | Aspen               | Vereinigte Staaten | Belly Up                             |                    |
| 9                   | 14. März 2013   | Omaha               | Vereinigte Staaten | Holland Performing Arts Center       |                    |
| 10                  | 16. März 2013   | Hammond             | Vereinigte Staaten | Venue at Horseshoe Casino            |                    |
| 11                  | 17. März 2013   | Louisville          | Vereinigte Staaten | Palace Theatre                       |                    |
| 12                  | 18. März 2013   | Kansas City         | Vereinigte Staaten | Midland Theatre                      |                    |
| 13                  | 20. März 2013   | Austin              | Vereinigte Staaten | Moody Theater                        |                    |
| 14                  | 21. März 2013   | Grand Prairie       | Vereinigte Staaten | Verizon Theatre                      |                    |
| 15                  | 22. März 2013   | Biloxi              | Vereinigte Staaten | Hard Rock Hotel and Casino           |                    |
| 16                  | 24. März 2013   | Hollywood           | Vereinigte Staaten | Seminole Hard Rock Live Casino       |                    |
| 17                  | 26. März 2013   | Fort Lauderdale     | Vereinigte Staaten | MSC Poesia                           | Cruise to the Edge |
| 18                  | 27. März 2013   | Fort Lauderdale     | Vereinigte Staaten | MSC Poesia                           | Cruise to the Edge |
| 19                  | 30. März 2013   | Melbourne           | Vereinigte Staaten | King Center for the Performing Arts  |                    |
| 20                  | 2. April 2013   | Clearwater          | Vereinigte Staaten | Ruth Eckerd Hall                     |                    |
| 21                  | 3. April 2013   | Jacksonville        | Vereinigte Staaten | Florida Theatre                      |                    |
| 22                  | 5. April 2013   | Ledyard             | Vereinigte Staaten | MGM Grand at Foxwoods                |                    |
| 23                  | 6. April 2013   | Hampton Beach       | Vereinigte Staaten | Casino Ballroom                      |                    |
| 24                  | 7. April 2013   | Bethlehem           | Vereinigte Staaten | Sands Bethlehem Event Center         |                    |
| 25                  | 9. April 2013   | New York City       | Vereinigte Staaten | Beacon Theatre                       |                    |
| 26                  | 11. April 2013  | Toronto             | Kanada             | Massey Hall                          |                    |
| 27                  | 12. April 2013  | Detroit             | Vereinigte Staaten | Fox Theatre                          |                    |
| Leg 2 – Südamerika  |                 |                     |                    |                                      |                    |
| 28                  | 16. Mai 2013    | Lima                | Peru               | Parque de la Exposición              |                    |
| 29                  | 19. Mai 2013    | Brasília            | Brasilien          | Ginásio Nilson Nelson                |                    |
| 30                  | 21. Mai 2013    | Curitiba            | Brasilien          | Teatro Positivo                      |                    |
| 31                  | 23. Mai 2013    | São Paulo           | Brasilien          | HSBC Brasil                          |                    |
| 32                  | 24. Mai 2013    | São Paulo           | Brasilien          | HSBC Brasil                          |                    |
| 33                  | 25. Mai 2013    | Rio de Janeiro      | Brasilien          | Vivo Rio                             |                    |
| 34                  | 26. Mai 2013    | Porto Alegre        | Brasilien          | Auditório Araújo Vianna              |                    |
| 35                  | 28. Mai 2013    | Santiago de Chile   | Chile              | Teatro Caupolicán                    |                    |
| 36                  | 30. Mai 2013    | Buenos Aires        | Argentinien        | Luna Park                            |                    |
| Leg 3 – Nordamerika |                 |                     |                    |                                      |                    |
| 37                  | 6. Juli 2013    | Paso Robles         | Vereinigte Staaten | Vina Robles Amphitheatre             |                    |
| 38                  | 7. Juli 2013    | Saratoga            | Vereinigte Staaten | Mountain Winery                      |                    |
| 39                  | 9. Juli 2013    | Phoenix             | Vereinigte Staaten | Celebrity Theatre                    |                    |
| 40                  | 10. Juli 2013   | Anaheim             | Vereinigte Staaten | City National Grove                  |                    |
| 41                  | 12. Juli 2013   | Paradise            | Vereinigte Staaten | Pearl Concert Theater                |                    |
| 42                  | 13. Juli 2013   | Jackson             | Vereinigte Staaten | Rancheria Casino Resort              |                    |
| 43                  | 14. Juli 2013   | San Diego           | Vereinigte Staaten | Humphrey’s Concerts by the Bay       |                    |
| 44                  | 18. Juli 2013   | Jackson             | Vereinigte Staaten | Thalia Mara Hall                     |                    |
| 45                  | 19. Juli 2013   | Birmingham          | Vereinigte Staaten | BJCC Concert Hall                    |                    |
| 46                  | 20. Juli 2013   | Huntsville          | Vereinigte Staaten | Von Braun Center                     |                    |
| 47                  | 21. Juli 2013   | Atlanta             | Vereinigte Staaten | Symphony Hall                        |                    |
| 48                  | 23. Juli 2013   | Portsmouth          | Vereinigte Staaten | nTelos Wireless Pavilion             |                    |
| 49                  | 24. Juli 2013   | Washington, D.C.    | Vereinigte Staaten | Warner Theatre                       |                    |
| 50                  | 25. Juli 2013   | Morristown          | Vereinigte Staaten | Mayo Performing Arts Center          |                    |
| 51                  | 27. Juli 2013   | Holyoke             | Vereinigte Staaten | Mountain Park                        |                    |
| 52                  | 28. Juli 2013   | Port Chester        | Vereinigte Staaten | Capitol Theatre                      |                    |
| 53                  | 30. Juli 2013   | Montréal            | Kanada             | Place des Arts                       |                    |
| 54                  | 31. Juli 2013   | Westbury            | Vereinigte Staaten | NYCB Theatre at Westbury             |                    |
| 55                  | 2. August 2013  | Lincoln             | Vereinigte Staaten | Twin River Event Center              |                    |
| 56                  | 3. August 2013  | Camden              | Vereinigte Staaten | Susquehanna Bank Center              |                    |
| 57                  | 4. August 2013  | Munhall             | Vereinigte Staaten | Carnegie Library Music Hall          |                    |
| 58                  | 5. August 2013  | Munhall             | Vereinigte Staaten | Carnegie Library Music Hall          |                    |
| 59                  | 7. August 2013  | Cleveland Heights   | Vereinigte Staaten | Cain Park                            |                    |
| 60                  | 8. August 2013  | West Allis          | Vereinigte Staaten | Wisconsin State Fair Park            |                    |
| 61                  | 9. August 2013  | Prior Lake          | Vereinigte Staaten | Mystic Lake Casino                   |                    |
| 62                  | 10. August 2013 | Mount Pleasant      | Vereinigte Staaten | Soaring Eagle Casino                 |                    |
| 63                  | 12. August 2013 | Indianapolis        | Vereinigte Staaten | Murat Theatre                        |                    |
| xx                  | 13. August 2013 | Cincinnati          | Vereinigte Staaten | PNC Pavilion                         |                    |
| xx                  | 14. August 2013 | Rosemont            | Vereinigte Staaten | Rosemont Theatre                     |                    |
| Leg 4 – Nordamerika |                 |                     |                    |                                      |                    |
| 64                  | 19. März 2014   | Victoria            | Kanada             | Save-On-Foods Memorial Centre        |                    |
| 65                  | 20. März 2014   | Vancouver           | Kanada             | Queen Elizabeth Theatre              |                    |
| 66                  | 21. März 2014   | Kelowna             | Kanada             | Prospera Place                       |                    |
| 67                  | 23. März 2014   | Calgary             | Kanada             | Southern Alberta Jubilee Auditorium  |                    |
| 68                  | 24. März 2014   | Edmonton            | Kanada             | Northern Alberta Jubilee Auditorium  |                    |
| 69                  | 26. März 2014   | Winnipeg            | Kanada             | Pantages Playhouse Theatre           |                    |
| 70                  | 29. März 2014   | Oshawa              | Kanada             | General Motors Centre                |                    |
| 71                  | 30. März 2014   | Ottawa              | Kanada             | National Arts Centre                 |                    |
| 72                  | 31. März 2014   | Quebec City         | Kanada             | Le Capitole de Québec                |                    |
| 73                  | 2. April 2014   | Hamilton            | Kanada             | Joyce Center for the Performing Arts |                    |
| 74                  | 4. April 2014   | Atlantic City       | Vereinigte Staaten | Borgata Event Center                 |                    |
| 75                  | 5. April 2014   | Bethlehem           | Vereinigte Staaten | Sands Bethlehem Event Center         |                    |
| 76                  | 8. April 2014   | Miami               | Vereinigte Staaten | MSC Divina                           | Cruise to the Edge |
| 77                  | 9. April 2014   | Miami               | Vereinigte Staaten | MSC Divina                           | Cruise to the Edge |
| Leg 5 – Europa      |                 |                     |                    |                                      |                    |
| 78                  | 29. April 2014  | Oxford              | England            | New Theatre                          |                    |
| 79                  | 30. April 2014  | Southend-on-Sea     | England            | Cliffs Pavilion                      |                    |
| 80                  | 2. Mai 2014     | Glasgow             | Schottland         | Clyde Auditorium                     |                    |
| 81                  | 3. Mai 2014     | Newcastle upon Tyne | England            | City Hall                            |                    |
| 82                  | 4. Mai 2014     | Birmingham          | England            | Symphony Hall                        |                    |
| 83                  | 6. Mai 2014     | Leicester           | England            | De Montfort Hall                     |                    |
| 84                  | 7. Mai 2014     | Sheffield           | England            | City Hall                            |                    |
| 85                  | 8. Mai 2014     | London              | England            | Royal Albert Hall                    |                    |
| 86                  | 10. Mai 2014    | Manchester          | England            | O2 Apollo Manchester                 |                    |
| 87                  | 11. Mai 2014    | Bristol             | England            | Hippodrome                           |                    |
| 88                  | 13. Mai 2014    | Paris               | Frankreich         | Le Grand Rex                         |                    |
| 89                  | 14. Mai 2014    | Zürich              | Schweiz            | Volkshaus                            |                    |
| 90                  | 16. Mai 2014    | Monte Carlo         | Monaco             | Opéra de Monaco                      |                    |
| 91                  | 17. Mai 2014    | Padua               | Italien            | Gran Teatro Geox                     |                    |
| 92                  | 18. Mai 2014    | Assago              | Italien            | Teatro della Luna                    |                    |
| 93                  | 20. Mai 2014    | Esch-sur-Alzette    | Luxemburg          | Rockhal                              |                    |
| 94                  | 21. Mai 2014    | Brüssel             | Belgien            | Ancienne Belgique                    |                    |
| 95                  | 22. Mai 2014    | Tilburg             | Niederlande        | Poppodium 013                        |                    |
| 96                  | 26. Mai 2014    | Mainz               | Deutschland        | Phönix-Halle                         |                    |
| 97                  | 27. Mai 2014    | Berlin              | Deutschland        | Admiralspalast                       |                    |
| 98                  | 28. Mai 2014    | Leipzig             | Deutschland        | Haus Auensee                         |                    |
| 99                  | 30. Mai 2014    | Prag                | Tschechien         | Kongresové Centrum                   |                    |
| 100                 | 31. Mai 2014    | Bratislava          | Slowakei           | NTC aréna                            |                    |
| 101                 | 2. Juni 2014    | Warschau            | Polen              | Sala Kongresowa                      |                    |
| 102                 | 4. Juni 2014    | Aarhus              | Danemark           | Train                                |                    |
| 103                 | 5. Juni 2014    | Oslo                | Norwegen           | Sentrum Scene                        |                    |

## Band
- Jon Davison: Gesang, Gitarre, Percussion, zusätzliche Keyboards
- Geoff Downes: Keyboards
- Steve Howe: Gitarre, Pedal-Steel-Gitarre, Hintergrundgesang
- Chris Squire: Bass, Hintergrundgesang, Mundharmonika
- Alan White: Schlagzeug, Percussion